# 드라이피니쉬 d

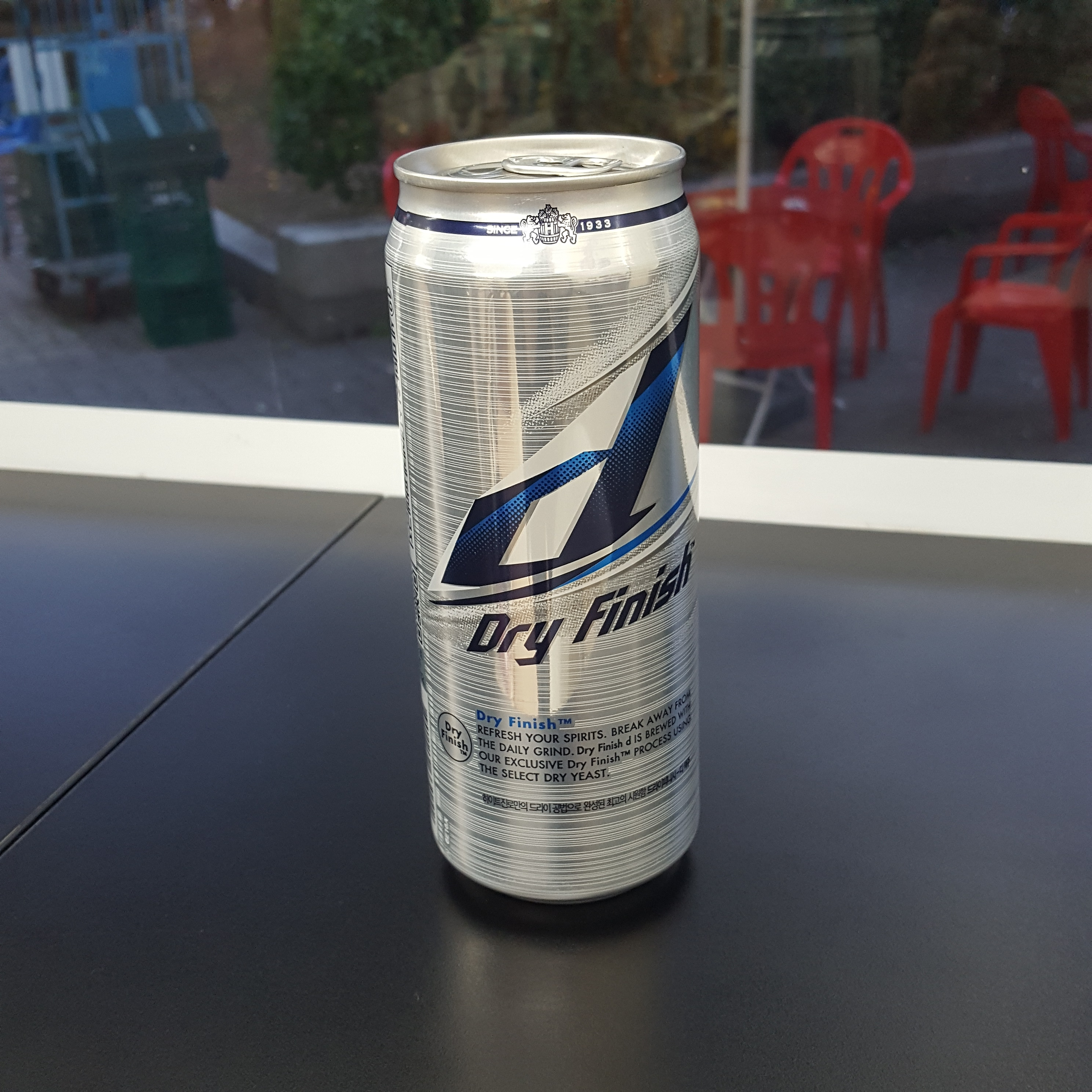
드라이피니쉬 d

드라이피니쉬 d(Dry Finish d)는 2010년 8월 5일부터 하이트진로에서 생산, 판매하는 드라이 타입 맥주이다. 덴마크 덴브루(Danbrew Alectia) 社의 컨설팅을 받아 5년간 연구를 거쳤으며, 호주산 맥아와 북미산 아로마 호프를 사용해 만들어 깔끔한 맛을 강조한다.

## 제품 정보
- 알콜 도수 : 4.8°
- 용량 : 330ml, 500ml(병), 355ml, 500ml(캔)
- 원료 : 맥아(호주 85%, 국산15%), 전분(수입산 100%), 홉
- 출시일 : 2010년 8월 5일

## 기록
출시 44일째 1,000만병(330ml 병 기준) 판매를 돌파하였다. 0.38초당 한병의 속도로 판매된 셈이며 이는 국내 맥주 신제품 중 가장 빠른 기록이다.